# 新棠镇
新棠镇，是中华人民共和国广西壮族自治区钦州市钦北区下辖的一个乡镇级行政单位。

## 行政区划
新棠镇下辖以下地区：
新棠社区、南局村、屯林村、平况村、那黎村、屯楼村、屯王村、榃忠村和南忠村，还有那岩村和那閖村。